# Kaspar Ammann
Hans Kaspar Ammann (* 8. Februar 1784 in Zürich; † 9. Februar 1863 in Darmstadt) war Großherzoglich Hessischer Oberstabsarzt und Leiter des Medizinalwesens in der Armee des Großherzogtums Hessen.

## Leben
Kaspar Ammann war der Sohn des Kaufmanns Hans Kaspar Ammann und dessen Ehefrau Anna Elisabeth Eberhard. Nach dem Abitur absolvierte  er in Zürich das Medizinstudium und wurde Militärarzt. 1808 war er Oberchirurg im großherzoglichen Artilleriecorps. 1812 nahm er an Napoleons Feldzug nach Russland teil und war im Generalstab des Oberkommandeurs der hessischen Truppen eingesetzt. Zusammen mit den Truppen des Rheinbundes (Stärke etwa 130.000 Soldaten) kämpfte er auf der Seite der Grande Armée gegen Russland.  Ammann war Leibarzt des Prinzen Emil von Hessen-Darmstadt und geriet im Oktober 1813 während der Völkerschlacht bei Leipzig in Gefangenschaft. Nach dem Krieg war er Oberstabsarzt in Darmstadt und wurde oberster Beamter und damit Leiter des Medizinalwesens im hessischen Kriegsministerium.

## Auszeichnungen
Ehrendoktorwürde  durch die Justus-Liebig-Universität Gießen am 10. August 1847